# Paceco
Paceco é uma comuna italiana da região da Sicília, província de Trapani, com cerca de 10.949 habitantes. Estende-se por uma área de 58 km², tendo uma densidade populacional de 189 hab/km². Faz fronteira com Erice, Trapani.

## Demografia
| Variação demográfica do município entre 1861 e 2011                               |
|                                                                                   |
| Fonte: Istituto Nazionale di Statistica (ISTAT) - Elaboração gráfica da Wikipedia |